# Кенарал
Кенара́л (каз. Кеңарал) — село у складі Коксуського району Жетисуської області Казахстану. Входить до складу Єнбекшинського сільського округу.
У радянські часи село називалось Кен-Арал або Бригада колхоза імені Амангельди.
Населення — 362 особи (2021; 367 у 2009, 387 у 1999, 426 у 1989).